# Saint-Jean-de-Rebervilliers
Saint-Jean-de-Rebervilliers är en kommun i departementet Eure-et-Loir i regionen Centre-Val de Loire strax norr om centrala Frankrike. Kommunen ligger i kantonen Châteauneuf-en-Thymerais som tillhör arrondissementet Dreux. År 2022 hade Saint-Jean-de-Rebervilliers 243 invånare.

## Befolkningsutveckling
Antalet invånare i kommunen Saint-Jean-de-Rebervilliers
Referens:INSEE